# Versigny (Oise)
Versigny ist eine französische Gemeinde mit 348 Einwohnern (Stand: 1. Januar 2022) im Département Oise in der Region Hauts-de-France. Sie gehört zum Arrondissement Senlis und zum Kanton Nanteuil-le-Haudouin.

## Geographie
Versigny liegt etwa 40 Kilometer nordöstlich von Paris an der Nonette. Umgeben wird Versigny von den Nachbargemeinden Rosières im Norden, Auger-Saint-Vincent und Ormoy-Villers im Nordosten, Péroy-les-Gombies im Osten, Nanteuil-le-Haudouin im Süden und Südosten, Montagny-Sainte-Félicité im Südwesten sowie Baron im Westen und Nordwesten.

## Bevölkerungsentwicklung
| Jahr                      | 1962 | 1968 | 1975 | 1982 | 1990 | 1999 | 2006 | 2013 |
| Einwohner                 | 400  | 348  | 300  | 322  | 339  | 365  | 363  | 382  |
| Quelle: Cassini und INSEE |      |      |      |      |      |      |      |      |

## Sehenswürdigkeiten
Siehe auch: Liste der Monuments historiques in Versigny (Oise)
- Kirche Saint-Martin, Ende des 15. Jahrhunderts erbaut, Monument historique seit 1907
- Kirche Saint-Déodat (auch: Saint-Dieudonné) in Droizelles aus dem 16. Jahrhundert,
- Schloss, im 17. Jahrhundert erbaut, Monument historique seit 1930, mit Park (Monument historique seit 2009)
- Reste des Herrenhauses von Droizelles mit Park

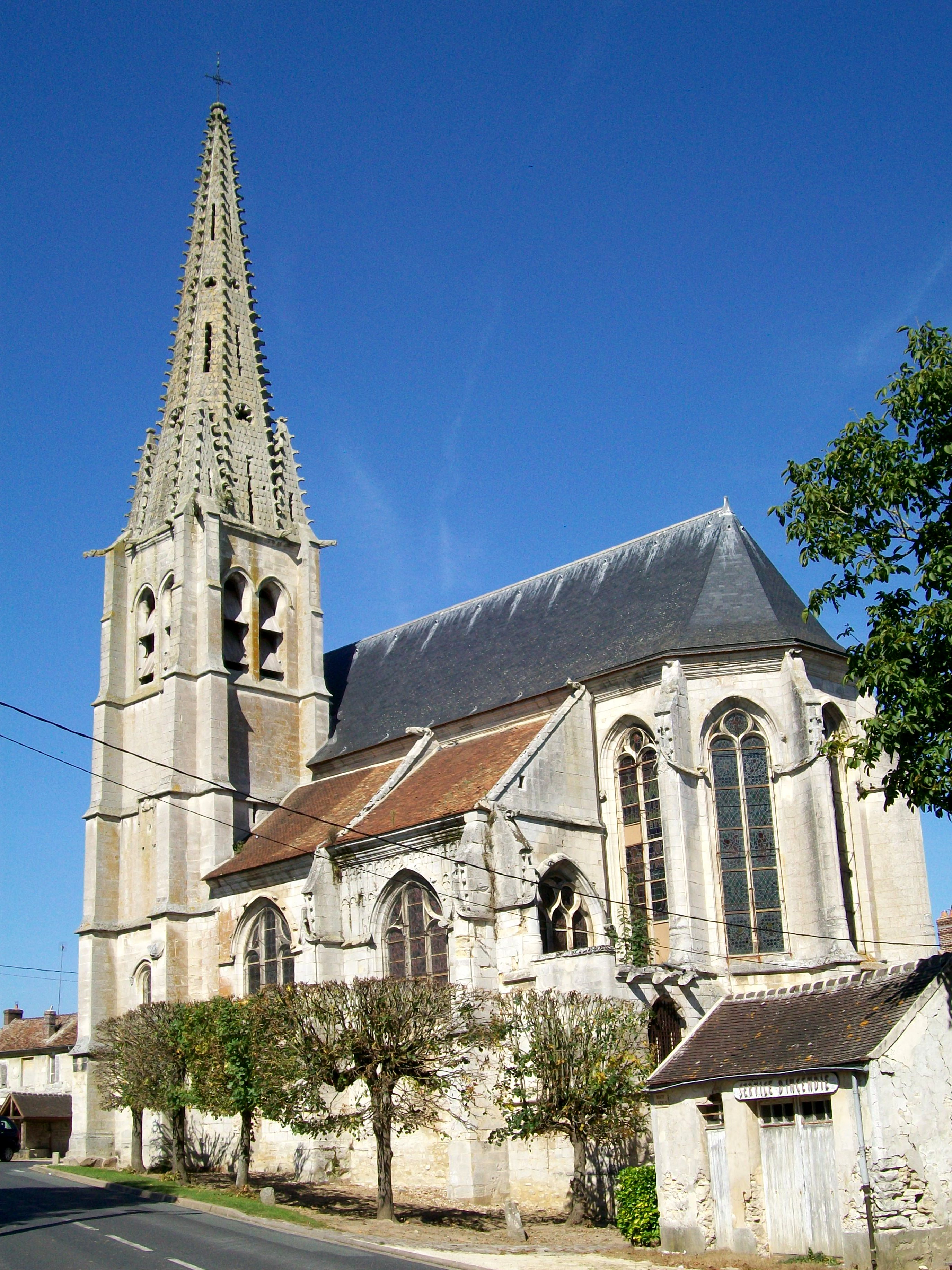
Kirche Saint-Martin
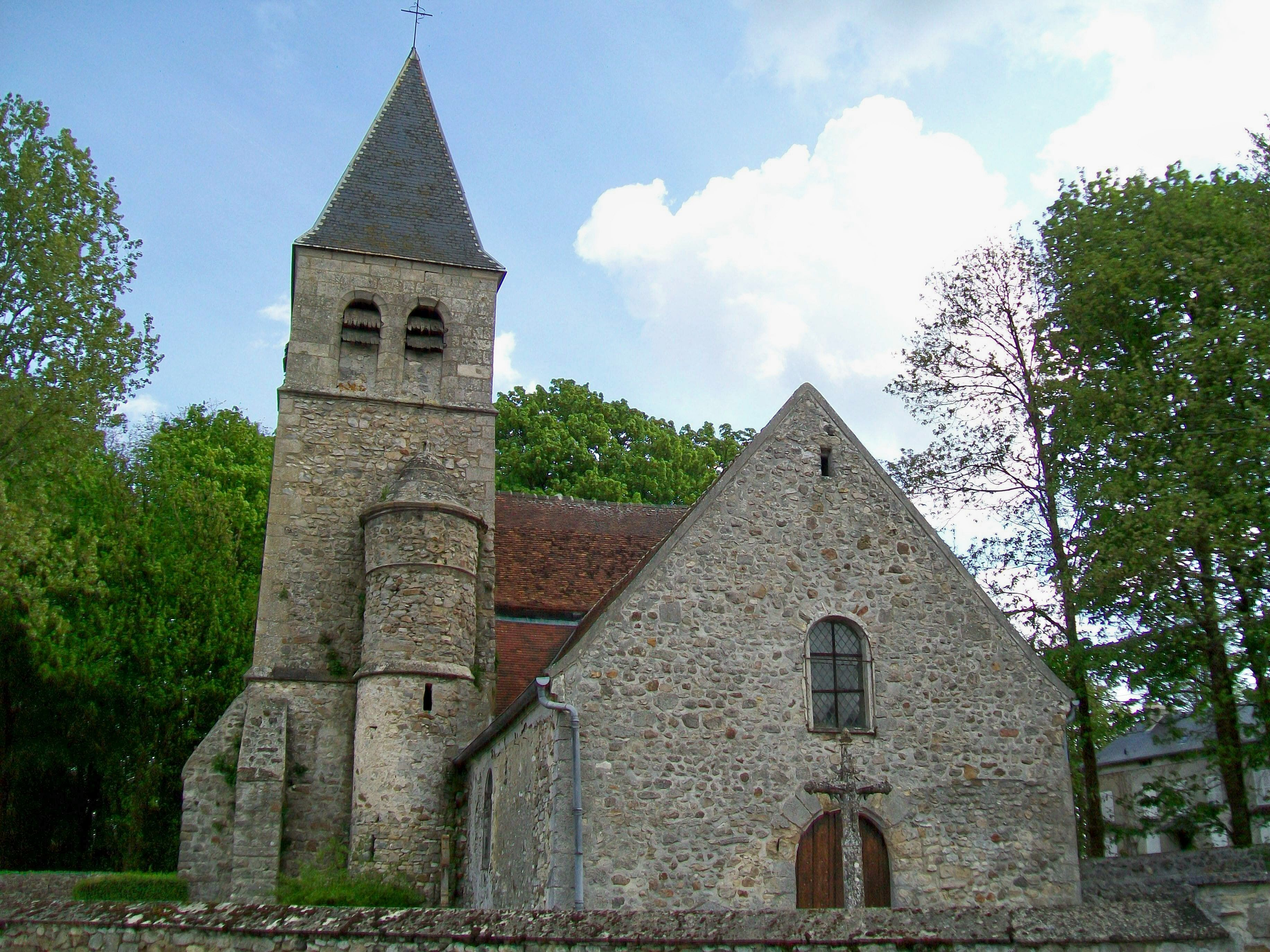
Kirche Saint-Déodat
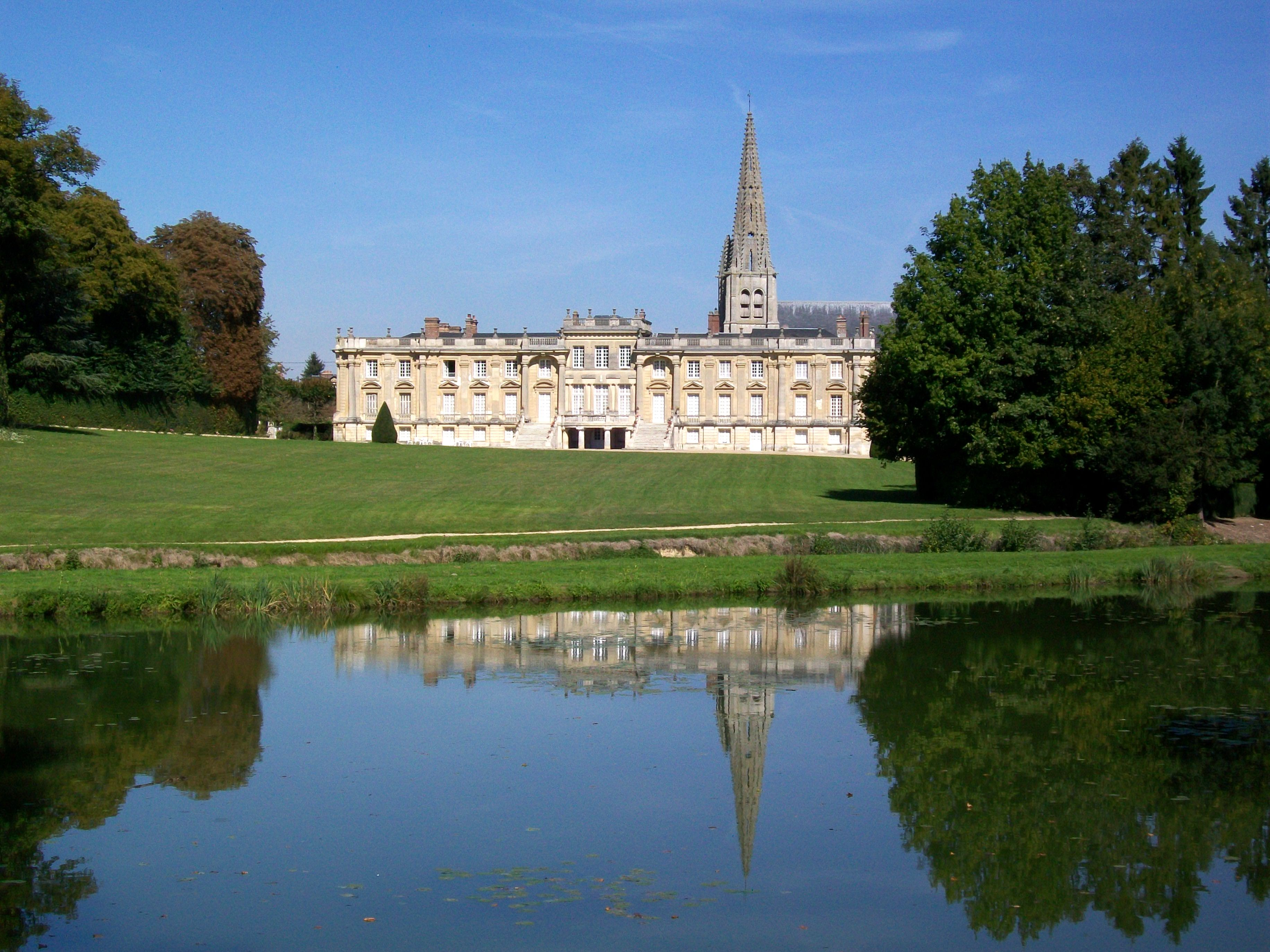
Schloss